# Condado de Clark (Arkansas)
O Condado de Clark é um dos 75 condados do estado americano do Arkansas. Sua sede de condado é Arkadelphia. Sua população é de 23 546 habitantes.